# Christina Watches-Onfone/Saison 2013
Dieser Artikel listet Erfolge und Fahrer des Radsportteams Christina Watches-Onfone in der Saison 2013 auf.

## Erfolge in der UCI Africa Tour
Bei den Rennen der UCI Africa Tour im Jahr 2013 gelangen dem Team nachstehende Erfolg.
| Datum        | Rennen                       | Kat. | Sieger              |
| ------------ | ---------------------------- | ---- | ------------------- |
| 11. März     | 1. Etappe Tour d’Algérie     | 2.2  | Stefan Schumacher   |
| 16. März     | Circuit d’Alger              | 1.2  | Martin Pedersen     |
| 18. März     | 1. Etappe Tour de Tipaza     | 2.2  | Constantino Zaballa |
| 18.–20. März | Gesamtwertung Tour de Tipaza | 2.2  | Constantino Zaballa |
| 31. März     | 3. Etappe Tour du Maroc      | 2.2  | Morten Høberg       |

## Erfolge in der UCI Europe Tour
Bei den Rennen der UCI Europe Tour im Jahr 2013 gelangen dem Team nachstehende Erfolg.
| Datum     | Rennen                              | Kat. | Sieger              |
| --------- | ----------------------------------- | ---- | ------------------- |
| 28. April | Destination Thy                     | 1.2  | Constantino Zaballa |
| 31. Mai   | 2. Etappe Tour of Estonia           | 2.1  | Angelo Furlan       |
| 14. Juli  | 3a. Etappe Sibiu Cycling Tour (EZF) | 2.1  | Stefan Schumacher   |

## Erfolge in der UCI Oceania Tour
Bei den Rennen der UCI Oceania Tour im Jahr 2013 gelangen dem Team nachstehende Erfolg.
| Datum      | Rennen                                           | Kat. | Sieger       |
| ---------- | ------------------------------------------------ | ---- | ------------ |
| 12. Januar | Australische Meisterschaft – Straßenrennen (U23) | NC   | Jordan Kerby |

## Abgänge – Zugänge
| Zugänge                             | Team 2012                            | Abgänge                            | Team 2013                  |
| ----------------------------------- | ------------------------------------ | ---------------------------------- | -------------------------- |
| Sebastian Balck                     | Team Concordia Forsikring-Himmerland | Daniel Foder                       | Blue Water Cycling         |
| Marc Hester                         | Team Concordia Forsikring-Himmerland | Rasmus Guldhammer                  | Blue Water Cycling         |
| Morten Høberg                       | Team Concordia Forsikring-Himmerland | Martin Lind                        | Concordia Forsikring-Riwal |
| Jordan Kerby                        | Jayco-Honey Shotz                    | Niki Byrgesen                      | J.Jensen-Ramirent          |
| Mitchell Lovelock-Fay               | Jayco-Honey Shotz                    | Kristian Sobota                    | J.Jensen-Ramirent          |
| Constantino Zaballa                 | Dopingsperre                         | Alexander Kamp                     | Team Cult Energy           |
| Daniele Aldegheri                   | Neoprofi                             | Michael Reihs                      | Team Cult Energy           |
| Simon Bigum                         | Neoprofi                             | René Jørgensen                     | Karriereende               |
| Eugert Zhupa                        | Neoprofi                             | Thomas Frei                        | Unbekannt                  |
| Francisco José Pacheco (ab 1. Juni) | Gios-Deyser Leon Kastro              | Kenneth Hansen                     | Unbekannt                  |
|                                     |                                      | Michael Rasmussen (bis 31. Januar) | Karriereende               |

## Mannschaft
| Name                   | Geburtstag         | Nationalität |
| ---------------------- | ------------------ | ------------ |
| Daniele Aldegheri      | 5. Februar 1990    | Italien      |
| Sebastian Balck        | 9. Juni 1988       | Schweden     |
| Simon Bigum            | 10. September 1993 | Dänemark     |
| Angelo Furlan          | 21. Juni 1977      | Italien      |
| Marc Hester            | 28. Juni 1985      | Dänemark     |
| Morten Høberg          | 8. März 1988       | Dänemark     |
| Jordan Kerby           | 15. August 1992    | Australien   |
| Mitchell Lovelock-Fay  | 12. Januar 1992    | Australien   |
| Francisco José Pacheco | 27. März 1982      | Spanien      |
| Martin Pedersen        | 15. April 1983     | Dänemark     |
| Stefan Schumacher      | 21. Juli 1981      | Deutschland  |
| Jimmi Sørensen         | 7. November 1990   | Dänemark     |
| Frederik Wilmann       | 17. Juli 1985      | Norwegen     |
| Constantino Zaballa    | 15. Mai 1978       | Spanien      |
| Eugert Zhupa           | 4. April 1990      | Albanien     |